# Randolph Churchill

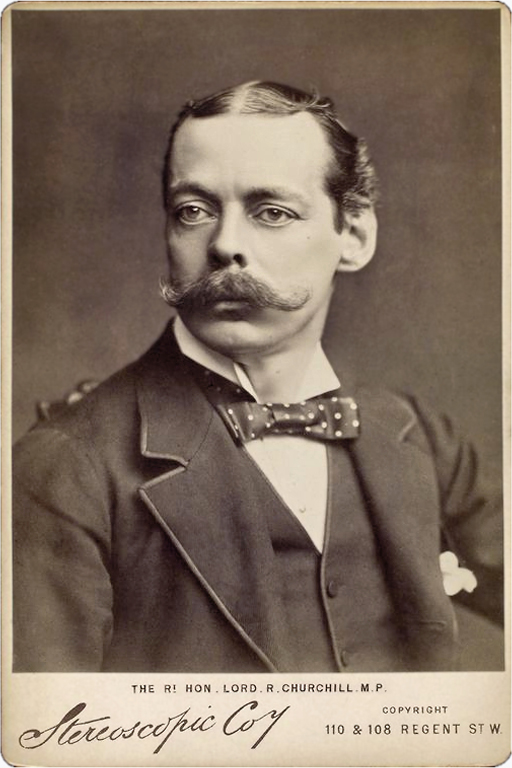
Lord Randolph Churchill

Lord Randolph Henry Spencer-Churchill (* 13. Februar 1849 in Blenheim Palace, Woodstock, Oxfordshire; † 24. Januar 1895 in London) war ein britischer konservativer Politiker. Er gehörte zu den Begründern der modernen Konservativen Partei und war zeitweilig Staatssekretär für Indien und Schatzkanzler. Er war der Vater von Winston Churchill.

## Leben

### Herkunft und Familie
Als jüngerer Sohn von John Winston Spencer-Churchill, 7. Duke of Marlborough, führte er das Höflichkeitsprädikat Lord, gehörte aber selbst nicht dem Peersstand an und strebte daher eine Karriere im Unterhaus an. Als Mitglied der Tory-Partei wurde er 1874 für den Wahlkreis Woodstock ins Parlament gewählt. Im Juni desselben Jahres heiratete er in Paris die US-amerikanische Millionärstochter Jennie Jerome, ihr Vater war der Börsenspekulant Leonard Jerome, der den Spitznamen „The King of Wall Street“ trug. Sie hatten zwei Söhne, der ältere der beiden war der spätere Premierminister Sir Winston Churchill, der jüngere John Strange Spencer-Churchill.
Zugunsten seines älteren Bruders versuchte er 1876 im Zuge der Aylesford-Affäre, den englischen Thronfolger Eduard, Prince of Wales zu erpressen. Dieser forderte daraufhin Randolph Churchill zu einer Entschuldigung oder einem Duell, woraufhin Randolph sich widerstrebend entschuldigte und für einige Jahre nach Irland ging.

### Aufstieg in der Konservativen Partei

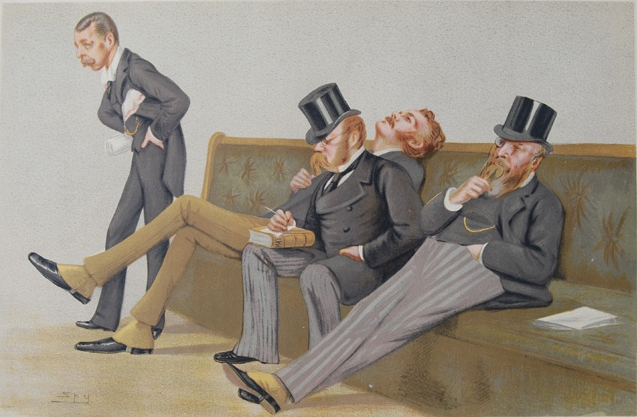
"The Fourth Party"
Churchill, Balfour, Wolff und Gorst – Karikatur von Spy (Leslie Ward) in Vanity Fair, Dezember 1880

Einer breiteren Öffentlichkeit wurde Lord Randolph erst 1878 bekannt, als er im Unterhaus die alte Garde der Tories heftig attackierte. Nach der konservativen Wahlniederlage 1880 tat er sich im gewählten Parlament als unabhängiger Konservativer hervor und kritisierte die liberale Regierung Gladstone ebenso scharf wie den Führer der konservativen Fraktion im Unterhaus, Sir Stafford Northcote. Northcote galt als inneffektiver Führer, der zu zögerlich und vorsichtig agierte. Dazu zeigte er sich als ehemaliger Sekretär Gladstones unfähig, diesem die Stirn zu bieten. Churchill schloss sich mit Arthur Balfour, John Eldon Gorst und Henry Drummond Wolff zusammen und füllte diese Lücke aus. Mit überlegener Rhetorik attackierten sie die Liberale Regierung. Dazu unterminierten sie Northcotes Position; Churchill machte es sich zu Angewohnheit, auf Wortmeldungen Northcotes im Unterhaus mit einem höhnischen Lachen zu reagieren. Die Vierergruppe junger, progressiver Konservativer wurde als "Fourth Party" (dt.: „vierte Partei“) bekannt, ein Schlagwort, das Churchill selbst in einer Unterhausdiskussion geprägt hatte. Er formulierte deren Programm, das unter dem Schlagwort „Tory Democracy“ bekannt wurde. Es sah vor, dass die Konservativen notwendige Reformen zu mehr Demokratie unterstützen sollten, anstatt sie – wie es bis dahin die Regel war – zu bremsen. Lord Randolph argumentierte, nur so könne die Partei eine ähnliche Massenbasis gewinnen wie die regierenden Liberalen. Um den Einfluss der Parteibasis gegenüber der parlamentarischen Führung unter Lord Salisbury zu vergrößern und neue konservative Wählerschichten für die Partei zu gewinnen, gründete Churchill 1883 die Primrose League.
1884 setzte sich diese Richtung in der Partei durch, und Lord Randolph wurde gegen den Widerstand der Unterhausfraktion zu ihrem Vorsitzenden gewählt. Er gehörte nun zu den führenden Köpfen der Konservativen und galt als aussichtsreicher zukünftiger Kandidat für das Amt des Premierministers. Im Jahr 1885 war er maßgeblich am Sturz Gladstones beteiligt und übernahm im ersten Kabinett des neuen, konservativen Premiers Lord Salisbury das Amt des Staatssekretärs für Indien, war also Minister in Kabinettsrang. Nach der nur wenige Monate währenden dritten Amtszeit Gladstones von Februar bis August 1886 stieg er im zweiten Kabinett Salisbury zum Schatzkanzler, d. h. zum Finanzminister und Mehrheitsführer des Unterhauses auf.

### Rücktritt
Doch bereits am 20. Dezember desselben Jahres endete die Karriere Lord Randolphs abrupt, indem er sich selbst ins politische Abseits beförderte: Aufgrund von Unstimmigkeiten mit der eigenen Regierung erklärte er seinen Rücktritt als Schatzkanzler. Dies geschah wohl aus dem Kalkül heraus, dass man ihn als einflussreichen Parteistrategen sofort zu seinen Bedingungen zurückrufen müsse. Stattdessen ersetzte Salisbury den ehrgeizigen Rivalen kurzerhand durch Lord Goschen. Auch seine Karriere als Parteichef war damit beendet. Wann immer in den folgenden Jahren ein Kabinettsmitglied aus der Regierung ausschied, wurde Lord Randolph als Ministerkandidat gehandelt, aber die Rückkehr an die Macht gelang ihm nicht mehr. Er blieb einfacher Parlamentsabgeordneter.
Zu Beginn der 1890er Jahre verschlechterte sich zudem sein Gesundheitszustand. Ein mehrjähriger Aufenthalt in Südafrika brachte keine Besserung. Seine letzten Auftritte im Unterhaus im Jahr 1894 machten seinen von der Syphilis verursachten körperlichen Verfall offensichtlich. Im Herbst 1894 trat er eine Weltreise an, von der er sich Erholung versprach; er musste aber schon in Kairo umkehren. Er starb wenige Wochen nach seiner Rückkehr nach Großbritannien.
Randolph Spencer-Churchill starb am 24. Januar 1895. Er teilt seinen Todestag mit seinem Sohn Winston, der exakt 70 Jahre später am 24. Januar 1965 verstarb.